# Hiroshi Shidara
Hiroshi Shidara (jap. 設楽 博 Shidara Hiroshi; ur. 11 września 1936) – japoński reżyser seriali i filmów anime.

## Wybrana filmografia
- 1976: Candy Candy
- 1976: Podróż kota w butach
- 1979: Lu Lu i cudowny kwiat
- 1981: Hallo Sandybell
- 1986: Opowieści z Klonowego Miasteczka
- 1987: Mała Dama
- 1995: Skarbczyk najpiękniejszych bajek